# Andrea Bruniera
Andrea Bruniera (Treviso, 10 febbraio 1964) è un allenatore di calcio ed ex calciatore italiano, di ruolo difensore, match analyst dell'Ancona.

## Caratteristiche tecniche

### Giocatore
Era un difensore o centrocampista impiegato prevalentemente come mediano, votato al gioco di rottura e contenimento.

## Carriera

### Giocatore
Cresciuto nel Montebelluna, dove esordisce in C2, passa poi per un biennio al settore giovanile dell'Atalanta, dove però non riesce a disputare incontri ufficiali.
Nel 1984 approda alla Civitanovese dove rimane per tre stagioni, prima di essere acquistato dall'Ancona dove rimane fino al 1994 (salvo una stagione in prestito all'Udinese, in massima serie, con 28 presenze e una rete all'attivo). Con i marchigiani è protagonista della scalata dalla Serie C1 alla Serie A, ottenuta nella stagione 1991-1992; riconfermato nella massima serie, colleziona 26 presenze nell'annata conclusa con la retrocessione dei dorici.
Nel dicembre 1994 lascia il Conero per passare in rapida successione al Fano, alla SPAL, al Trapani e infine alla Fermana: qui gioca fino al gennaio del 1999, quando passa ad allenare la formazione Allievi del club marchigiano.
A fine stagione torna a giocare, scendendo di categoria col Real Vallesina dove conclude la sua carriera nel 2001.

### Allenatore
Dopo l'esperienza con gli allievi della Fermana, guida nel 2001 la Real Vallesina, dove rimane due anni conquistando una promozione in Eccellenza. Nel dicembre 2003 subentra a Gianni Bortoletto sulla panchina della Fermana, con cui ottiene la salvezza ai playout, mentre la stagione successiva ha una breve esperienza sulla panchina del Gualdo.
Nel 2005 guida la Biagio Nazzaro di Chiaravalle e a seguire la formazione Primavera del Verona. Dal 2007 è il vice di Elio Gustinetti e poi di Armando Madonna sulla panchina dell'AlbinoLeffe.
Segue poi sempre lo stesso Madonna, con il ruolo di allenatore in seconda nel 2010 al Piacenza; il 21 dicembre 2011 al Livorno, e lo affianca anche nella stagione successiva, sulla panchina del Portogruaro.
Nel dicembre 2013 entra a far parte dello staff tecnico del Lanciano come collaboratore tecnico di Marco Baroni in Serie B. L'anno successivo lo segue al Pescara, sempre in Serie B. Dal 2016 si lega alla Virtus Bergamo, sempre nello staff di Madonna, poi dal 2018 lo sostituisce alla guida della prima squadra in Serie D. Nell'estate 2019 torna alla Fermana come allenatore della formazione Under-17. Dal dicembre 2020 viene promosso allenatore in seconda della prima squadra della Fermana, a fianco a Giovanni Cornacchini.
Il 5 gennaio 2022 viene nominato vice allenatore di Roberto Venturato alla SPAL. Il 25 luglio 2023 torna alla Fermana in qualità di allenatore della prima squadra che milita nel girone B della Serie C. L'11 ottobre 2023 viene esonerato con la squadra al sedicesimo posto, in coabitazione, e 5 punti.

### Statistiche da allenatore
Statistiche aggiornate all'11 ottobre 2023.
| Stagione              | Squadra               | Campionato            | Campionato | Campionato | Campionato | Campionato | Coppe nazionali | Coppe nazionali | Coppe nazionali | Coppe nazionali | Coppe nazionali | Coppe continentali | Coppe continentali | Coppe continentali | Coppe continentali | Coppe continentali | Altre coppe | Altre coppe | Altre coppe | Altre coppe | Altre coppe | Totale | Totale | Totale | Totale | % Vittorie |
| Stagione              | Squadra               | Comp                  | G          | V          | N          | P          | Comp            | G               | V               | N               | P               | Comp               | G                  | V                  | N                  | P                  | Comp        | G           | V           | N           | P           | G      | V      | N      | P      | %          |
| --------------------- | --------------------- | --------------------- | ---------- | ---------- | ---------- | ---------- | --------------- | --------------- | --------------- | --------------- | --------------- | ------------------ | ------------------ | ------------------ | ------------------ | ------------------ | ----------- | ----------- | ----------- | ----------- | ----------- | ------ | ------ | ------ | ------ | ---------- |
| 2001-2002             | Real Vallesina        | Prom.                 | 30         | 17         | 9          | 4          | CI-Prom.        | -               | -               | -               | -               | -                  | -                  | -                  | -                  | -                  | -           | -           | -           | -           | -           | 30     | 17     | 9      | 4      | 56,67      |
| 2002-2003             | Real Vallesina        | Ecc.                  | 30         | 11         | 9          | 10         | CI-Ecc.         | 2               | 1               | 0               | 1               | -                  | -                  | -                  | -                  | -                  | -           | -           | -           | -           | -           | 32     | 12     | 9      | 11     | 37,50      |
| Totale Real Vallesina | Totale Real Vallesina | Totale Real Vallesina | 60         | 28         | 18         | 14         |                 | 2               | 1               | 0               | 1               |                    | -                  | -                  | -                  | -                  |             | -           | -           | -           | -           | 62     | 29     | 18     | 15     | 46,77      |
| dic. 2003-2004        | Fermana               | C1                    | 18+2       | 5          | 6+2        | 7          | CI-C            | -               | -               | -               | -               | -                  | -                  | -                  | -                  | -                  | -           | -           | -           | -           | -           | 20     | 5      | 8      | 7      | 25,00      |
| lug.-dic. 2004        | Gualdo                | C2                    | 15         | 4          | 2          | 9          | CI-C            | 6               | 4               | 2               | 0               | -                  | -                  | -                  | -                  | -                  | -           | -           | -           | -           | -           | 21     | 8      | 4      | 9      | 38,10      |
| 2005-2006             | B.N. Chiaravalle      | Ecc.                  | 34+2       | 13+1       | 18         | 3+1        | CI-Ecc.         | 2               | 1               | 0               | 1               | -                  | -                  | -                  | -                  | -                  | -           | -           | -           | -           | -           | 38     | 15     | 18     | 5      | 39,47      |
| 2018-2019             | Virtus Bergamo        | D                     | 34         | 11         | 12         | 11         | CI-D            | 1               | 0               | 0               | 1               | -                  | -                  | -                  | -                  | -                  | -           | -           | -           | -           | -           | 35     | 11     | 12     | 12     | 31,43      |
| ago.-ott. 2023        | Fermana               | C                     | 7          | 1          | 2          | 4          | CI-C            | 1               | 0               | 0               | 1               | -                  | -                  | -                  | -                  | -                  | -           | -           | -           | -           | -           | 8      | 1      | 2      | 5      | 12,50      |
| Totale Fermana        | Totale Fermana        | Totale Fermana        | 27         | 6          | 10         | 11         |                 | 1               | 0               | 0               | 1               |                    | -                  | -                  | -                  | -                  |             | -           | -           | -           | -           | 28     | 6      | 10     | 12     | 21,43      |
| Totale carriera       | Totale carriera       | Totale carriera       | 172        | 63         | 60         | 49         |                 | 12              | 6               | 2               | 4               |                    | -                  | -                  | -                  | -                  |             | -           | -           | -           | -           | 184    | 69     | 62     | 53     | 37,50      |

## Palmarès

### Giocatore
- Campionato italiano di Serie B: 1

Atalanta: 1983-1984
- Campionato italiano Serie C1: 1

Ancona: 1987-1988 (girone A)

### Allenatore
- Campionato italiano di Promozione: 1

Real Vallesina: 2001-2002